# San Sossio Baronia
San Sossio Baronia è un comune italiano di 1 469 abitanti della provincia di Avellino in Campania.

## Geografia fisica
Situato nella Baronia, nell'Irpinia orientale ai confini con la Puglia, San Sossio Baronia è un centro agricolo-commerciale dell'Appennino campano, ubicato sul fianco settentrionale della dorsale che divide la valle dell'Ufita da quella del suo affluente Fiumarella, nell'alto bacino del Calore.
Adagiato alle falde di un'altura e circondata da colline e contrafforti che gli chiudono l'orizzonte, il paese risulta così parzialmente protetto dal rigore dei freddi invernali. Infatti, sebbene l'altitudine (650 m) sia superiore a quella di molti paesi circostanti, il centro abitato è sufficientemente riparato dai venti e dal nevischio. Inoltre, la presenza di boschi periferici dona ampia frescura alla zona e attenua notevolmente la calura intensa dei mesi estivi, apportando alla località vantaggi climatici ragguardevoli.
Il territorio comunale confina con 5 comuni della provincia di Avellino e 2 della provincia di Foggia. In riferimento ai comuni confinanti, il centro abitato, che si trova decentrato a sud-ovest rispetto all'intero suo territorio, dista: 1,4 km da San Nicola Baronia; 3,7 km da Trevico; 4,4 km da Vallesaccarda; 4,5 km da Flumeri; 6 km da Zungoli; 9,1 km da Anzano di Puglia; 11,5 km da Monteleone di Puglia.
Il punto più basso del territorio comunale si trova ad un'altitudine di 465 m s.l.m., mentre la massima quota è di 895 m s.l.m. che si raggiunge in contrada Molara. L'unico corso d'acqua degno di nota è il torrente Fiumarella che è alimentato dalle acque provenienti dai vari valloni presenti sul territorio comunale: Vallone dei Granci, Vallone della Mola, Vallone La Terra, Vallone Caronte, Vallone dei Freddi.
Il centro è situato in una zona ad elevata sismicità e perciò è stato vittima, nel tempo, di terribili terremoti che, più volte, ne hanno scosso le fondamenta e mietuto numerose vittime: tra gli ultimi sismi rilevanti vanno ricordati quello del 23 luglio 1930 (Terremoto dell'Irpinia e del Vulture del 1930 con la morte di 42 sossiani e 50 case crollate), quello del 21 agosto 1962   (Terremoto dell'Irpinia del 1962) e del 23 novembre 1980 (Terremoto dell'Irpinia del 1980).

## Storia
L'acqua sorgiva, che scaturisce in abbondanza dalle colline circostanti, sta alla base dell'origine stessa del paese. Infatti, San Sossio Baronia era nell'alto Medioevo la zona delle sorgenti comprese nei possedimenti dei signori di Trevico.
I pastori con gli armenti scendevano per abbeverarli in quella zona dove attualmente esistono tre grotte scavate nell'argilla, di cui una al centro più piccola, e che per la forma di presepe propria dell'insieme, rispettivamente rappresentano le grotte di San Giuseppe, della Madonna e del Bambino, zona comunemente detta "Acqua della Madonna".
L'origine del paese è riferita al XIII secolo e, secondo la tradizione intorno ad una sorgente presso la chiesa parrocchiale. Questa, distrutta dal terremoto del 1930, era stata costruita nel 1754. L'antica parrocchiale era la chiesetta, ormai in rovina, dell'Annunziata, la quale, anche se sul fonte dell'acqua benedetta era incisa la data 1589, risale al XIII secolo.
San Sossio, come piccolo agglomerato urbano, viene menzionato, per la prima volta, nel Catalogus Baronum (catalogo dei Baroni) nel 1269 con la qualifica di villa e più tardi, ingrandendo la sua struttura urbana, viene segnalato nello stesso catalogo, con la qualifica di casale. La datazione di origine del paese riferita al secolo XIII è convalidata da un rescritto di Carlo D'Angiò del 1299 che parla di Vico (Trevico) con i suoi Casali (San Sossio Baronia, San Nicola Baronia, Castel Baronia, Carife ecc.), e maggiormente dalle "Rationes Decimarum Italiae" nei secoli XIII e XIV nella parte relativa alla Campania, ove risulta che i "Clerici S. Sossi" per gli anni 1308-1314 dovevano pagare la tassa annuale di "tarì uno e grana 12 e 1/2" al vescovo di Trevico e che più tardi quando il paese si ingrandì maggiormente, il clero locale doveva versare la tassa maggiorata di "tarì 2 e grana 5".
Quest'ultima fonte in particolare induce a ritenere che tale comunità alla data del 1308 aveva già una sua piena e completa organizzazione, tanto da essere chiamata a versare un tributo al fisco diocesano, per cui la sua origine si può far risalire quanto meno alla prima metà del Duecento.
Il nome San Sossio dato all'antico casale di Trevico, trova nella leggenda la sua giustificazione. Infatti, si narra che un asino, sul quale venivano trasportate le reliquie di San Sossio martire (diacono di Miseno martirizzato con San Gennaro, vescovo di Benevento, a Pozzuoli al tempo dell'imperatore Diocleziano) destinate ad un paese vicino, giunto in località ora detta Sella Coppola (incrocio della strada statale 91 con le provinciali per San Sossio e Trevico), infilò la strada che conduceva alle poche case esistenti in fondo alla valle e non ci fu verso di fargli cambiare direzione. Si gridò al miracolo: le reliquie rimasero nella chiesetta dell'Annunziata e fu dato il nome di San Sossio al paese.
La specificazione del nome, acquisita nel 1913 con il Regio Decreto del 3 aprile 1913 n. 337, si riferisce all'appartenenza dell'abitato alla Baronia di Vico. Per la prima volta venne usato il termine "Baronia" nel 1122 per indicare i possedimenti di Riccardo filius Riccardi che divenne appunto barone di Trevico, Contra e Flumeri.
San Sossio Baronia, seguì sempre le vicende di Trevico, con cui condivise il giogo feudale dei Consalvo di Cordova nel secolo XV e dei Loffredo fino al 1806, anno della devoluzione dei diritti feudali nell'Italia meridionale. Infatti, all'interno del regno di Napoli, nell'anno 1343 San Sossio era ancora un casale di Trevico quando tutta la Baronia fu donata dalla regina Sancia a Raimondo del Balzo, barone di Minervino. Nel 1454 l'insediamento urbano sossiano fu elevato a rango di "terra" e, con questo titolo, acquistò anche la sua autonomia amministrativa pur restando unito a tutti gli altri paesi del feudo trevicano. Tale unità durò fino al 1515 quando Elvira, figlia del Gran Capitano Gonzalo Fernández de Córdoba (il quale ricevette il feudo nel 1507 da re Ferdinando il Cattolico dopo la vittoriosa battaglia di Cerignola, che aveva visto la sconfitta dell'esercito francese contro quello spagnolo), vendette la città di Vico e le terre di San Sossio e di Zungoli a Francesco Loffredo, protonotaro del regno. Quando questi morì nel 1547 San Sossio passò al figlio Ferdinando. Con i Loffredo si chiude il lunghissimo periodo di servitù da parte delle "terre" aggiogate al feudo di Vico e inizia un nuovo processo autonomo, economico ed evolutivo.
I sossiani durante il feudalesimo godettero sempre di una certa autonomia. A tal riguardo si racconta di una vecchietta la quale, intorno al 1500, al feudatario che, dopo essersi dissetato ed aver decantato la freschezza della limpida fonte, voleva gravarla di una tassa, rispose: «l'acqua è fresca, Eccellenza, ma le nostre teste sono calde» ed il signorotto si guardò bene dall'applicare la tassa. Avrà forse avuto origine da questo lo stemma del comune: tre getti d'acqua che scaturiscono dalla cima di una collina sormontata da tre stelle a cinque punte.
Nel 1612, grazie a Ferdinando Loffredo, alla sorgente più feconda fu dato un aspetto più dignitoso nella fontana che ora appare maestosa nella sua semplicità architettonica e nel bassorilievo con lo stemma del nobile casato dei Loffredo e con l'immagine del santo patrono. Ne dà ampia testimonianza l'iscrizione della lapide seicentesca:
Soxius huc populu custodit ab aetere, Martir, hoc loffreda domus; stabit in orbe pius, A.D. 1612, praetereundo cave sitiens properare, viator, fistula dulce fluit cogiaciatis aquae
(II Martire Sossio protegge questo popolo dal cielo. In paese don Loffredo sarà ricordato come Pio nell'anno del Signore 1612. O viandante assetato guardati dall'affrettarti nell'andar via! Un condotto di acqua ghiacciata scorre dolcemente).
Nell'Ottocento, dopo la cessazione dei vincoli feudali, il comune ha fatto parte del circondario di Castelbaronia ricadente nel distretto di Ariano nell'ambito del Principato Ultra all'interno del regno delle Due Sicilie. In epoca postunitaria San Sossio ha fatto parte del mandamento di Castelbaronia nell'ambito del circondario di Ariano di Puglia all'interno della provincia di Avellino.
Il paese inoltre partecipò attivamente ai moti rivoluzionari; saputo che Garibaldi marciava verso Napoli, dopo aver sgominato in Sicilia l'esercito borbonico, il popolo sossiano assalì il municipio e ridusse in frantumi il busto di Ferdinando II. Caduta Gaeta il 29 febbraio 1861, Francesco II si rifugiò prima a Roma poi ad Albano agevolando così il sorgere di bande armate costituite dai suoi partigiani.
Questo movimento legittimista ben presto degenerò in brigantaggio. Le bande di briganti del periodo erano composte principalmente da persone di umile estrazione sociale (soprattutto contadini), ex soldati dell'esercito del regno delle Due Sicilie ed ex appartenenti all'esercito meridionale, e vi erano anche banditi comuni, oltre che briganti già attivi come tali sotto il precedente governo borbonico. La loro rivolta fu incoraggiata e sostenuta dal governo borbonico in esilio, dal clero e da movimenti esteri come i carlisti spagnoli. I briganti scorrazzavano nelle contrade delle aree interne protetti dalle fitte boscaglie. Furono repressi dall'esercito del Regno d'Italia attraverso la legge Pica. In questo territorio imperava la banda del brigante Giuseppe Schiavone, luogotenente di Carmine Crocco di Rionero in Vulture, assieme all'inseparabile compagna, Filomena Pennacchio, nata a San Sossio il 6 novembre 1841, che in una incursione sull'abitato recise le quattro teste di angeli scolpiti in altorilievo agli angoli del basamento di una croce di pietra del 1611. Tale croce recentemente restaurata è il vanto del paese e fa da sfondo ad una delle vie più importanti del paese: via Piano.
Il 4 aprile 1862 le congiunte bande di briganti di Crocco, Ninco Nanco, Caruso e Sacchitiello decisero di intraprendere un'incursione in una masseria di Ascoli Satriano. Le truppe stabilite a Vallata e le guardie nazionali di Trevico, Zungoli e Anzano, sapute le loro intenzioni mossero loro incontro e si scontrarono nella contrada Civita, vicino alla Molara; le truppe attaccarono e trovarono resistenza: nel combattimento furono uccisi 5 soldati e 2 guardie nazionali.
Nella prima guerra mondiale molti sossiani persero la vita al fronte e sono ricordati con il monumento ai caduti.
Il paese poi subì i bombardamenti degli Alleati nella seconda guerra mondiale, in particolare nella località definita Villa, che causarono diversi morti.
Con il voto del 2 giugno 1946 i cittadini sossiani votarono con il 50,4% per la Repubblica nel referendum sulla forma istituzionale dello stato italiano. A San Sossio Baronia tale risultato si ottenne grazie al voto degli elettori comunisti che risultarono essere la maggioranza nell'elezione dell'assemblea costituente. La maggioranza dei comuni della provincia di Avellino votò per la Monarchia, mentre in solo 13 comuni si preferì la Repubblica.

### Origini. Tra ipotesi e leggenda
Se tali sono le origini risultanti da fonti storicamente accertate, non è da dimenticare che la presenza di ruderi e di caratteristiche topografiche fa ritenere che la zona sia stata importante centro anche al tempo dei romani. Sta di fatto che l'attuale autostrada Napoli-Bari, nel tratto relativo al territorio di San Sossio Baronia segue il tracciato di una strada romana (la via Aurelia Aeclanensis, una diramazione della via Appia) in adiacenza al corso del torrente Fiumarella, come risulta dai resti di un ponte romano in località Turro, centro pittoresco frequentato soprattutto dagli appassionati di pesca.
Anche Orazio, nel 37 a.C., afferma nella Quinta Satira del Primo Libro dei suoi Sermones di aver percorso tale via, sostando in una "Villa vicina Trivici", mentre era in viaggio da Roma verso Brindisi per una missione diplomatica in compagnia di Mecenate e Virgilio. Se l'origine del nome Trevico è dovuta alla fusione di tre villaggi, tres vici, è opportuno risalire ad un unico centro dalle caratteristiche ben definite.
Storicamente non è accertato che l'attuale Trevico sia la risultante di tre villaggi, pertanto, si possono avanzare ulteriori ipotesi. Certamente una strada, partendo dal ponte romano collegava in dolce pendio l'antico tracciato della via Appia con la via Herculia e con la civitas di contrada Civita Superiore. Qui si resta colpiti notando la presenza di un'altura alla cui base affiorano dal terreno incolto enormi pietre rotolate in seguito a frane e che senz'altro fanno parte della cinta muraria di un'antica città.
Inoltre procedendo in linea retta si riscontrano, ad intervallo di circa 30 metri, dei pozzi che, scavati con particolare perizia, penetrano con i rispettivi canali nell'altura e certamente in passato erano utilizzati per l'irrigazione dei campi e per l'abbeveraggio di carovane.
Sia i pozzi che gli enormi massi si ritrovano sistematicamente intorno all'altura, a spiovente per tre lati, ciascuno lungo circa 400 metri.
Il quarto lato in parte presenta tracce della cinta muraria in posizione sopraelevata rispetto ai campi circostanti ed in parte è digradante verso gli stessi campi.
Questa caratteristica già di per sé stessa potrebbe essere addotta a prova che ci troviamo di fronte all'ingresso di un'antica città; ma l'elemento determinante che prova tale teoria è una strada poco distante, con lastricato tipicamente romano, in ottimo stato di conservazione per una ventina di metri. Inoltre sono reperibili tracce di strade secondarie che conducono al medesimo ingresso.
Risalendo l'altura da questo punto si notano altri pozzi e già dal terreno arato affiorano cocci di vasellame di varia grandezza e di diversa lavorazione che diventano più numerosi man mano che si procede.
Reperti archeologici di notevole importanza, quali monete, pesi romani, armi e suppellettile varia, reperiti in questa civitas si trovano presso il museo irpino di Avellino.
Si arriva infine ad un altopiano dove è possibile verificare con uno sguardo la quadratura della città e la posizione predominante rispetto alle località circostanti, ai confini con la Puglia. Potrebbe essere stata una città irpina distrutta dai Romani nel III secolo a.C. in seguito alle guerre sannitiche. Oppure una città alleata di Annibale distrutta dai Romani dopo la II guerra punica. Non si può escludere nemmeno l'ipotesi che sia addirittura la Trivicum di cui parla Orazio, come risultante della fusione di tre villaggi, per motivi di difesa.
Segni inconfutabili della presenza di altri villaggi infatti sono riscontrabili sulle colline dei dintorni per la presenza di suppellettile varia affiorante dal terreno arato.
Doveva trattarsi di una città, centro di scambio tra il Sannio irpino e l'Apulia dauna e come tale idonea ai rifornimenti e alle soste di apposite carovane.

### Simboli
Nell'arme, emergono i segni dell'antica devozione al santo patrono Sossio. Secondo la tradizione popolare, quando le reliquie del santo erano custodite nel monastero di San Severino in Napoli, si era creato uno stretto legame con la comunità partenopea, che in occasione di una visita di pellegrini regalò tale emblema, come segno di amicizia.
Lo stemma originario, attestato al 1612, riportava la figura intera del santo martire.
Il gonfalone è un drappo azzurro con lo stemma e il nome del Comune.

## Monumenti e luoghi d'interesse

### Santuario di San Michele Arcangelo

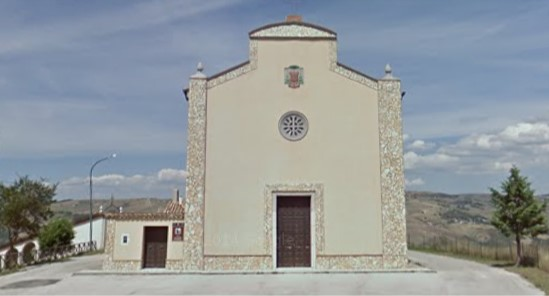
Santuario di San Michele Arcangelo a Montemauro

Uno dei centri di interesse che trova le sue origini nel 1929 è il Santuario di San Michele situato a 716 m di altitudine in contrada Montemauro, già meta di pellegrinaggio da parte dei fedeli delle zone limitrofe in occasione dei festeggiamenti ricorrenti il 29 settembre e l'8 maggio. L'afflusso di popolazione è dovuto sia al profondo senso tradizionale della religione e sia al senso mondano di trascorrere delle ore liete in aperta campagna.

#### Storia del santuario di San Michele
Nei racconti dei vecchi le notizie riguardanti la fondazione del santuario di S. Michele sono velate da un senso di venerazione misto a sacro terrore, anche perché si riferiscono ad un passato piuttosto recente. Infatti nei primi decenni del Novecento, Montemauro presentava un paesaggio uniforme, spoglio e desolato in una sinistra atmosfera di superstizione magica. Tutti i contadini della zona, con la tenacia tipica della gente irpina, dissodavano quel terreno avaro di messi, ma pur sempre ricco di conchiglie fossili, evitando accuratamente di avvicinarsi ad un'enorme pietra detta "cantone del diavolo". Tale denominazione era derivata dalla presenza sul masso delle impronte di un pugno, di una mano e di un cranio che i contadini attribuivano al diavolo, in quanto, nelle notti di luna piena, spesso avevano visto aggirarsi e soffermarsi in quel luogo strane ed evanescenti figure che avevano messo in fuga persino i cani. Attualmente su quell'enorme pietra parzialmente interrata, che si ritrova nella pineta di Montemauro successivamente piantumata, sono visibili piccole croci e strani simboli non bene identificati. In questa contrada viveva con la sua famiglia il contadino Zitola Francesco che conduceva la sua vita lavorando i campi, nel pieno vigore della sua integrità fisica. Ma un mattino del 1927 Francesco Zitola non si svegliò nel proprio letto, bensì in un prato non molto distante dalla sua abitazione. Il contadino rimase perplesso per un po', poi ritornò al lavoro senza dare alcuna importanza al fatto. A sera stanco per il duro lavoro della giornata andò a dormire prima del solito, ma il risveglio avvenne di nuovo su quel prato e sulla via del ritorno, per tutto il percorso notò sull'erba i segni di un corpo trascinato. Incominciò a sospettare qualcosa che divenne certezza, quando ritrovandosi il mattino seguente per la terza volta nello stesso luogo, rinvenne escoriazioni e lividure sulle braccia e sul volto nonché macchie d'erba sugli indumenti.
Per tutta la giornata restò in casa stremato nel fisico, per le notti trascorse all'aperto e per il terrore di doverne trascorrere altre, sia pur dormendo, trascinato per i campi da esseri infernali.
Era ormai sera inoltrata ed il contadino tormentato da paurosi pensieri guardava dal suo letto, con occhi stralunati i riflessi della luna piena che si stagliava alta nel cielo, con un triste presentimento nel cuore. Si addormentò molto tardi, ma subito si svegliò tra grida agghiaccianti, mentre veniva trascinato per i piedi nei campi da un essere demoniaco. Invano invocò aiuto, poi svenne e fu trovato sanguinante dalla moglie sull'uscio di casa.
La terribile esperienza ridusse in fin di vita il poveretto, che con gli occhi lucidi e febbricitanti implorava aiuto rivolto ad un'immagine di San Michele che aveva sulla parete di fronte al letto. All'improvviso l'immagine s'ingrandì e San Michele apparve al contadino in tutto il suo splendore, promettendogli una pronta guarigione e la fine di tutti i suoi tormenti, se gli avesse eretto una cappella. All'alba il contadino notò che le ferite del suo corpo si erano rimarginate e che era ritornato sano nel corpo e sereno nello spirito. Ben presto si recò in paese dall'Abate Procaccini, per raccontargli i prodigi cui era stato sottoposto, ma l'Abate, attribuendo i fatti ad una forma di sonnambulismo o all'abuso di bevande alcooliche, congedò il contadino che invano mostrava le ferite cicatrizzate e gli indumenti macchiati di verde. A tarda notte, mentre il contadino dormiva tranquillo nel suo letto, l'Abate vegliava per un'improvvisa inquietudine e per la continuità sconcertante di strani rumori che provenivano dalla finestra della sua stanza, tanto che la spalancò e in piena notte gli apparve Montemauro illuminato a giorno da fasci di luce smagliante. Tale visione durò qualche minuto, ma bastò all'Abate per convincersi sull'attendibilità del racconto del contadino, che ottenne l'approvazione delle autorità ecclesiastiche, per iniziare la costruzione della cappella in onore di S. Michele nel suo podere alle pendici di Montemauro. Il contadino iniziò l'opera utilizzando le pietre del torrente Fiumarella e per diversi giorni il muro di pietre e malta che riusciva ad innalzare durante il giorno veniva sistematicamente ridotto in polvere durante la notte, finché gli apparve in sogno S. Michele che espresse il desiderio di avere la cappella sulla sommità della collina, dove fu subito eretta dal contadino che comperò anche una statua per il culto dei devoti.
La cappella in seguito fu ampliata per interessamento di tutti i cittadini sossiani che trasportarono le pietre dai sottostanti torrenti, inglobando la vecchia cappella che ora è disposta lateralmente. Si racconta che la statua del Santo, ogni qual volta veniva portata in processione, era accompagnata dallo scatenarsi degli elementi della natura, per cui si dovette utilizzare una seconda statua per le processioni. Al culto di San Michele è legata anche la Scala Santa, tipica costruzione in pietra contigua all'antica cappella di recente restaurata, che conserva una piccola croce in pietra rinvenuta nel 1929. La tradizione vuole che venga percorsa per tre volte, recitando una litania ogni gradino.

### Fontana Tre Cannelle

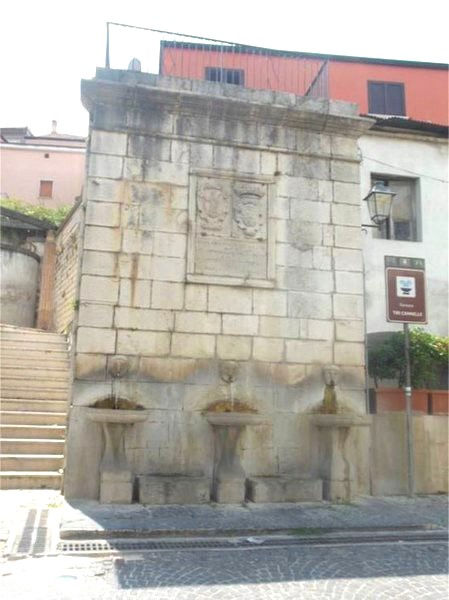
Fontana Tre Cannelle

La fontana "Tre cannelle" sovrasta la Piazza fin dalla sua realizzazione nel 1612, commissionata dell'allora Signore di Trevico, Ferdinando Loffredo, ed è chiamata così per le tre cannelle d'acqua contornate dalla riproduzione di altrettante facce con espressioni differenti (sorriso, tristezza e rabbia). Nella parte alta della fontana seicentesca si trova una lapide, anch'essa suddivisibile in sezioni, in cui vi è raffigurato lo stemma araldico della famiglia Loffredo, l’effige del patrono del paese San Sossio martire e una scritta in latino dove si legge che San Sossio Martire protegge il borgo dal cielo, che il feudatario Loffredo sarà ricordato come beato nell'anno 1612 ed infine, si invita il viaggiatore a fermarsi a bere l'acqua fresca della fontana. Nella parte posteriore del monumento, che viene chiamato Tre Funtane nel dialetto locale, è presente una grande vasca con la funzione di lavatoio.

### "CruciNova"

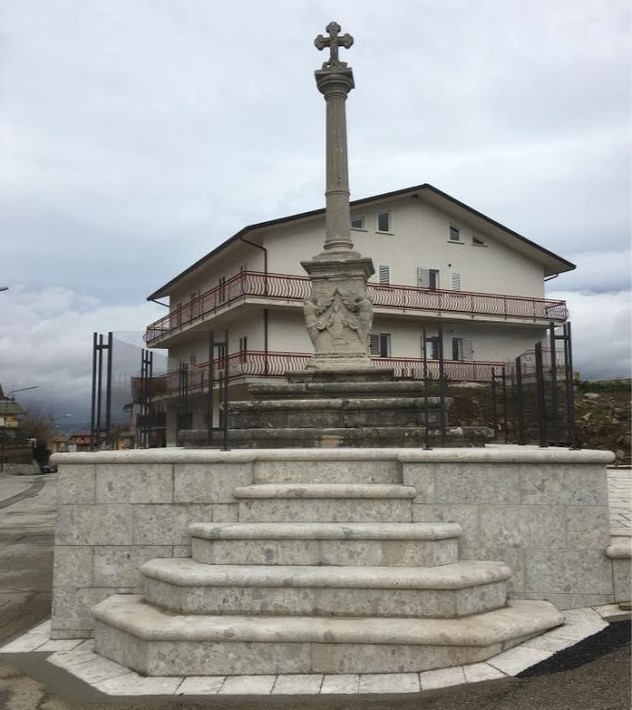
Croce Nova

La Croce Nuova è situata in Via Piano e risale al XVII secolo (fu costruita nel 1611 per volere di Ferdinando de Loffredo). È una croce in pietra posta su una colonna in parte lavorata a canali, alla cui base presenta quattro belle sculture raffiguranti angeli angolari scolpiti in rilievo. Su uno dei lati è scolpita la figura di San Sossio martire in piedi con le braccia aperte, su un altro lo stemma dei Loffredo; mentre su un altro è presente lo stemma del vescovo di Trevico. Si trova su un basamento originario di 4 scalini in pianta quadrangolare e, a sua volta, su un altro con 5 scalini frontali di più recente realizzazione che la rende più imponente.

### Chiesa Madre di Santa Maria Assunta
La chiesa madre, in stile gotico, risale al Novecento e venne inaugurata nell'agosto del 1933. La facciata è adornata da un rosone centrale e da due statue di Angeli, disposte in due nicchie in posizione simmetrica rispetto al portale di ingresso sovrastato dalla figura della Madonna in rilievo. Al suo fianco, in posizione arretrata rispetto all'ingresso, si erge un'elevata torre campanaria recante, sulla sommità, l'orologio civico. La particolarità della struttura consta nel fatto che in seguito ai danni subiti dal terremoto del 23 luglio 1930 venne ricostruita con l'ingresso disposto in direzione opposta all'impianto originario della vecchia chiesa Abbatialis, realizzata nel periodo classico cinquecentesco (secolo XVI). Infatti, come la vicina ex chiesa del Purgatorio, prima del sisma l'entrata era rivolta verso quello che era il centro storico del paese: la Costa. Poi con la ricostruzione e lo sviluppo urbanistico è stata invertita la direzione dell'impianto verso la nuova Piazza Mercato. Quest'ultima viene ancora definita come addrét la chiesa (dietro la chiesa) nel dialetto locale per rimarcare tale avvenimento.
Contiene al suo interno i busti dei due santi patroni del paese: San Pietro da Verona, che viene festeggiato il 29 aprile, e San Sossio di Miseno.

### Monumento ai caduti in guerra
Il Monumento ai Caduti del comune di San Sossio Baronia è sito in Piazza Mercato; si costituisce di una statua in bronzo elevata su tre ripiani, i primi due in mattoni e base in pietra e il terzo che accoglie le lapidi commemorative in rame. La statua che chiude la composizione rappresenta un soldato che sorregge un commilitone colpito a morte.

### Mulino ad acqua
Nei pressi del torrente Fiumarelle è stato restaurato un antico mulino ad acqua, detto "Mulino del Ponte" che utilizzava le acque che provenivano da San Sossio Baronia percorrendo il vallone fino ad essere dirottate nell'invaso circolare costruito a monte dell'edificio in muratura di pietre. Dopo aver attraversato la saetta di caduta andava ad azionare la mola per macinare il grano. Nel territorio comunale esiste anche un altro mulino, detto Molinello, che riutilizzava l'acqua del Mulino del Ponte. Infatti, spesso, i mulini lavoravano “a cascata”: l’acqua, dopo aver fatto funzionare quello più a monte, veniva ricaptata e faceva funzionare quello successivo. L'acqua attraversava uno stretto ponte, che venne poi utilizzato, ampliandolo, per la carreggiata stradale e tramite dei canali scavati nel terreno raggiungeva l'altro mulino ubicato nella zona della Scarcata, che attualmente si trova a pochi metri dall'autostrada A16, per essere utilizzata per azionare la macina. 
Accanto al Mulino del Ponte è presente una nicchia in onore di San Michele Arcangelo con la statua della testa del santo ed è meta dei pellegrini nel viaggio verso il Santuario posto in cima a Montemauro.

## Società

### Evoluzione demografica
La popolazione residente ha registrato il suo picco massimo nel 1921 con oltre 3 000 abitanti; poi a seguito dell'emigrazione e della bassa natalità si sta registrando una decrescita demografica.Abitanti censiti

### Lingue e dialetti
Accanto alla lingua italiana, nel territorio di San Sossio Baronia viene parlato lu santususses una variante del dialetto irpino.

### Religione
La parrocchia di Santa Maria Assunta fin dalla sua origine fu legata alla diocesi di Trevico (già nel 1308 a San Sossio era presente una comunità parrocchiale). Dopo la sua estinzione nel 1818, passò alla diocesi di Lacedonia, fino al passaggio definitivo nel 1986 alla diocesi di Ariano Irpino-Lacedonia.
La Comunità Ecclesiale di San Sossio Baronia era servita da due Confraternite: quella di San Francesco Saverio e quella del Purgatorio.
I santi patroni sono San Pietro Martire e San Sossio Levita e Martire venerati nella Chiesa parrocchiale di Santa Maria Assunta.
Oltre alla parrocchiale in Piazza Mercato sul suolo comunale sono presenti altre chiese: la chiesa di San Francesco Saverio in via Piano, la chiesa di San Leonardo in contrada Civita, il santuario di San Michele Arcangelo in contrada Montemauro.

## Economia
Il comparto agro-alimentare costituisce il settore trainante dell'economia locale. In particolare il territorio si caratterizza per la produzione di cereali  (in prevalenza grano duro) e prodotti caseari (caciocavalli, bocconcini, ricotte e scamorze) nei vari caseifici presenti sul territorio. Sono presenti anche altre colture come la vite e l'ulivo; infatti San Sossio Baronia è uno dei comuni compreso nella zona di produzione dell'olio D.O.P. Irpinia – Colline dell'Ufita. Sul territorio si sta sviluppando il comparto energetico con la presenza di un campo di pannelli solari e diverse pale eoliche.

### Turismo
La pineta e il lago di Susanna di contrada Molara (941 m s.l.m., al confine con Zungoli), unitamente alle rare vestigia archeologiche e al vasto centro storico, rappresentano le principali attrattive del territorio comunale di San Sossio Baronia. Inoltre sono presenti i resti di un Ponte Romano della via Aurelia Aeclanensis, già conosciuto e datato intorno al II sec. a.C., descritto come "resti di tre fondazioni in opus quasi reticulatum con blocchetti di calcare locale visibili nell'alveo del corso d'acqua". Nel tenimento è presente anche una sorgente sulfurea in contrada Civita, nella località appunto definita Bagni, che in passato era molto frequentata per l'uso curativo delle acque.

## Infrastrutture e trasporti
Il territorio comunale, attraversato dall'autostrada A16 dal km 94 al km 99, è situato in posizione intermedia fra i caselli di Grottaminarda e Vallata, dai quali dista rispettivamente 18 e 14 km. Il centro abitato dista 2 km dalla ex strada statale 91 della Valle del Sele, che, con andamento pressoché radiale, si stacca dal sistema viario centrale della regione, servendo la periferia orientale della provincia salernitana e dell'Irpinia. È raggiungibile percorrendo la strada provinciale n. 86 che si stacca dalla ex SS91.
È servito dal sistema di trasporto pubblico locale di autobus Air che collega il paese con corse dirette a Grottaminarda, Ariano Irpino e Vallata.

## Amministrazione
| Periodo           | Generalità Primo Cittadino | Carica                  | Partito |
| ----------------- | -------------------------- | ----------------------- | ------- |
| 01/1809 - 04/1810 | FABIANO Michele            | Sindaco                 | -       |
| 05/1810 - 08/1811 | PALMISANO Giampietro       | Sindaco                 | -       |
| 09/1811 - 12/1812 | CONTARDO Giovannantonio    | Sindaco                 | -       |
| 01/1813 - 12/1814 | ORLANDELLA Felice          | Sindaco                 | -       |
| 01/1815 - 06/1817 | CATALDO Antonio            | Sindaco                 | -       |
| 07/1817 - 05/1822 | SCIARAFFA Pietro           | Sindaco                 | -       |
| 05/1822 - 08/1824 | COPPOLA Giuseppe           | Sindaco                 | -       |
| 09/1824 - 01/1825 | IANNELLI Antonio           | Sindaco                 | -       |
| 02/1825 - 06/1827 | CONTARDO Giovannantonio    | Sindaco                 | -       |
| 07/1827 - 11/1827 | COPPOLA Leonardo           | Sindaco                 | -       |
| 12/1827 - 03/1829 | ALBANESE Francesco         | Sindaco                 | -       |
| 04/1829 - 10/1831 | LENA Giovanni Andrea       | Sindaco                 | -       |
| 11/1831 - 12/1831 | IANNELLA Crescenzo         | Sindaco                 | -       |
| 01/1832 - 02/1832 | DE ANSERIS Pasquale        | Sindaco                 | -       |
| 03/1832 - 09/1838 | COVINO Francesco           | Sindaco                 | -       |
| 10/1838 - 02/1844 | ORLANDELLA Massimiano      | Sindaco                 | -       |
| 03/1844 - 12/1846 | ORLANDELLA Ciriaco         | Sindaco                 | -       |
| 01/1847 - 05/1850 | CATALDO Francesco          | Sindaco                 | -       |
| 06/1850 - 06/1853 | DI BIASE Michele           | Sindaco                 | -       |
| 07/1853 - 08/1859 | ORLANDELLA Ciriaco         | Sindaco                 | -       |
| 09/1859 - 07/1860 | COPPOLA Modestino          | Sindaco                 | -       |
| 08/1860 - 11/1860 | DE MARINIS Giuseppe        | Sindaco                 | -       |
| 12/1860 - 05/1861 | ORLANDELLA Ciriaco         | Sindaco                 | -       |
| 06/1861 - 06/1864 | LENA Nicola                | Sindaco                 | -       |
| 07/1864 - 12/1881 | ORLANDELLA Ciriaco         | Sindaco                 | -       |
| 01/1882 - 08/1893 | ORLANDELLA Giuseppantonio  | Sindaco                 | -       |
| 09/1893 - 10/1894 | DE STEFANO Filomeno        | Commissario prefettizio | -       |
| 11/1894 - 09/1896 | CATALDO Antonio            | Sindaco                 | -       |
| 10/1896 - 08/1904 | COPPOLA Aniello            | Sindaco                 | -       |
| 09/1904 - 03/1905 | RIVELLI Giovanni Battista  | Commissario prefettizio | -       |
| 04/1905 - 01/1913 | COPPOLA Vittorio           | Sindaco                 | -       |
| 02/1913 - 10/1923 | PALMISANO Enrico           | Sindaco                 | -       |
| 11/1923 - 12/1923 | TROMBETTI Paolo            | Commissario p.          | -       |
| 01/1924 - 06/1926 | COPPOLA Gaetano            | Commissario p.          | -       |
| 07/1926 - 02/1929 | COPPOLA Vittorio           | Podestà                 | -       |
| 03/1929 - 12/1929 | Pietro dei CONTI FALZAC.   | Podestà                 | -       |
| 01/1930 - 04/1934 | FABIANO Francesco          | Podestà                 | -       |
| 05/1934 - 08/1934 | FABIANO Alfredo            | Podestà                 | -       |
| 09/1934 - 10/1937 | ORLANDELLA Ciriaco         | Podestà                 | -       |
| 11/1937 - 05/1943 | TAMMARO Luigi              | Podestà                 | -       |
| 06/1943 - 12/1943 | FABIANO Alfredo            | Podestà                 | -       |
| 01/1944 - 03/1944 | CONTARDI Ernesto Arturo    | Commissario civile      | -       |
| 04/1944 - 11/1945 | CONTARDI Ernesto Arturo    | Sindaco                 | -       |
| 12/1945 - 11/960  | PROCACCINI Pietro          | Sindaco                 | -       |
| 12/1960 - 05/1962 | DE ANSERIS Giuseppe        | Sindaco                 | -       |
| 06/1962 - 11/1964 | RADUAZZO Alfredo           | Sindaco                 | -       |
| 12/1964 - 06/1970 | PROCACCINI Pietro          | Sindaco                 | -       |
| 07/1970 - 16/1980 | DE ANSERIS Giuseppe        | Sindaco                 | -       |
| 07/1980 - 06/1985 | DE CICCO Domenico          | Sindaco                 | -       |
| 07/1985 - 07/1986 | ORLANDELLA Libero          | Sindaco                 | -       |
| 08/1986 - 09/1986 | IANNUZZI Pellegrino        | Commissario prefettizio | -       |
| 10/1986 - 11/1986 | AMABILE Armando            | Commissario prefettizio | -       |
| 12/1986 - 11/1989 | ORLANDELLA Libero          | Sindaco                 | -       |
| 12/1989 - 03/1990 | RECINTO Lelio              | Commissario prefettizio | -       |
| 04/1990 - 05/1990 | CANNIZARO Raffaele         | Commissario prefettizio | -       |
| 06/1990 - 04/1995 | RINALDO Gianluigi          | Sindaco                 | -       |
| 05/1995 - 06/1999 | ORLANDELLA Libero          | Sindaco                 | -       |
| 06/1999 - 06/2004 | CONTARDO Rocco             | Sindaco                 | -       |
| 06/2004 - 06/2009 | CONTARDO Rocco             | Sindaco                 | -       |
| 06/2009 - 05/2014 | GAROFALO Francesco         | Sindaco                 | -       |
| 05/2014 - 05/2019 | GAROFALO Francesco         | Sindaco                 | -       |
| 05/2019 - 06/2024 | CONTARDI Giovanni          | Sindaco                 | -       |
| 06/2024 -         | ORLANDELLA Felice          | Sindaco                 | -       |

### Gemellaggi
San Sossio Baronia è gemellato con il comune campano di Frattamaggiore, in quanto entrambi legati dal culto di San Sossio.

### Altre informazioni amministrative
Il comune fa parte della comunità montana dell'Ufita.
Con 620 ettari San Sossio Baronia è il comune maggiormente interessato dalla zona di protezione speciale IT8040022 "Boschi e Sorgenti della Baronia" che si estende interamente nella regione Campania ed occupa una superficie di 3478 ha. Sotto il profilo amministrativo, il sito interessa gli ambiti territoriali dei comuni di: Vallata, Carife, Castel Baronia, Flumeri, San Nicola Baronia, Trevico, San Sossio Baronia, Vallesaccarda, Scampitella, Zungoli, Villanova del Battista. Dallo studio della ZPS nasce il parco urbano intercomunale di interesse regionale "Boschi, Sorgenti e Geositi della Baronia" del quale il comune fa parte.

## Sport
Ha sede nel comune la società di calcio ASD Atletico San Sossio Baronia, che ha disputato campionati dilettantistici regionali. I massimi risultati sportivi si sono avuti nei primi anni 2000 con la vittoria del girone D del campionato di Prima Categoria nel 2003 e la partecipazione ai campionati di Promozione Campania di calcio della società Real San Sossio.